# Aparcamiento disuasorio

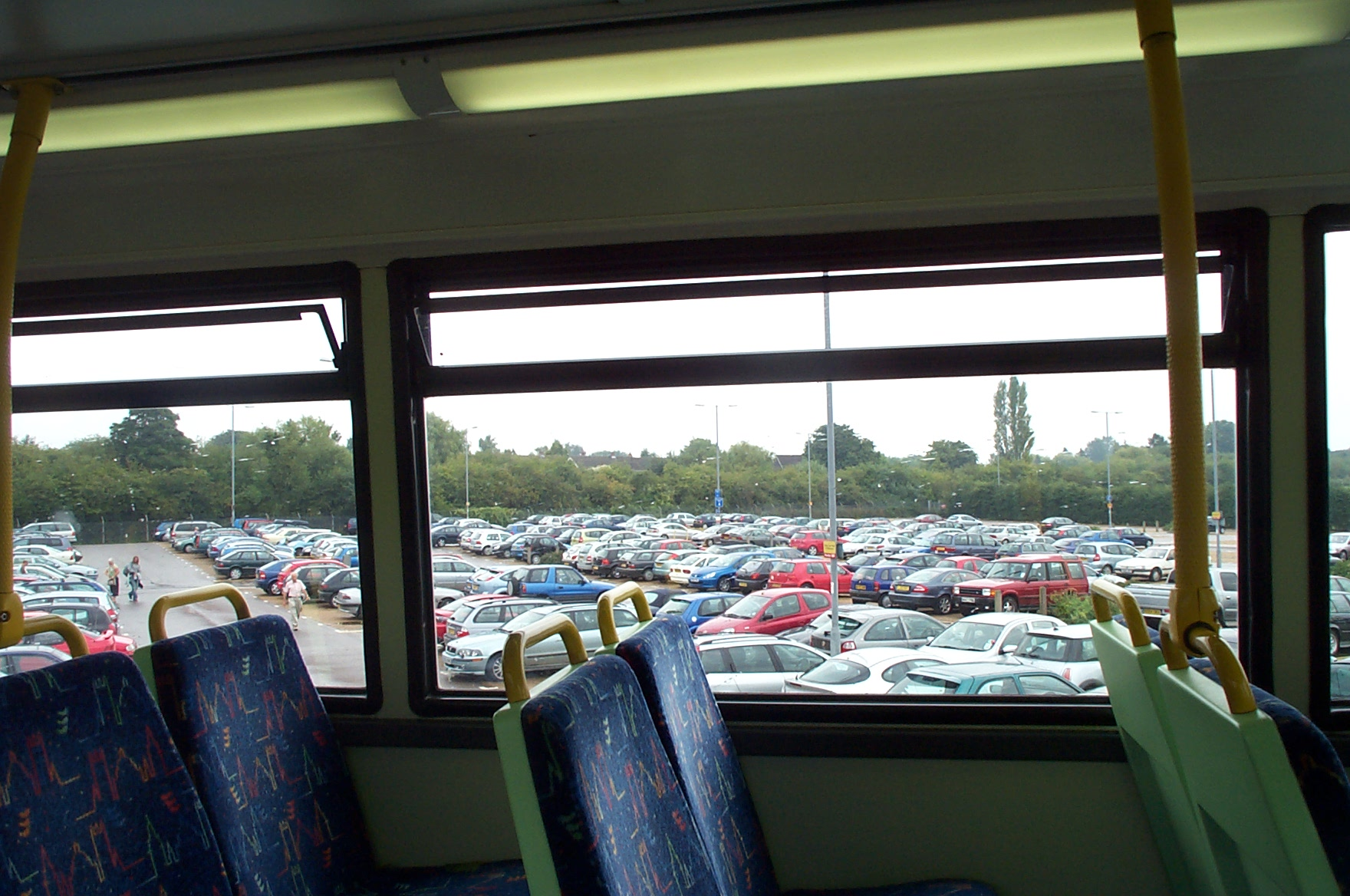
Park and Ride en Oxford (Gran Bretaña).

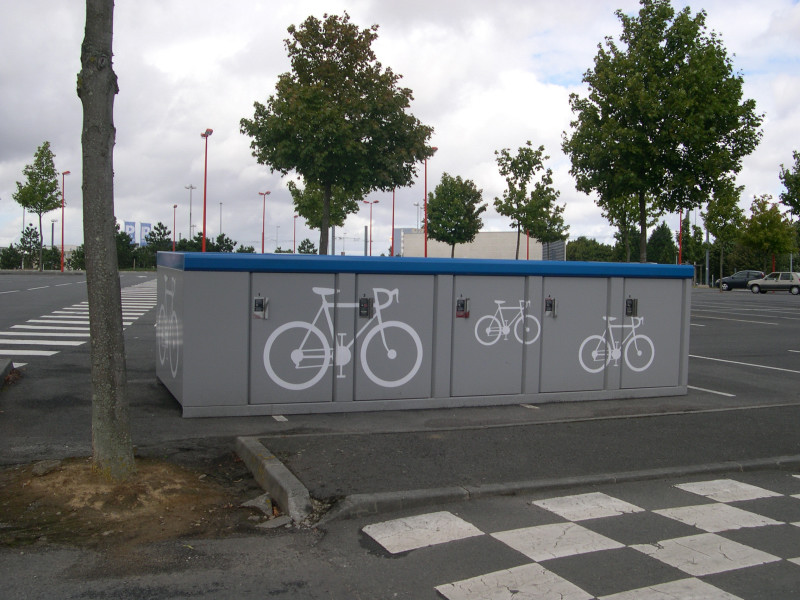
Contenedores para albergar bicicletas en un Park and Ride en Caen (Francia).

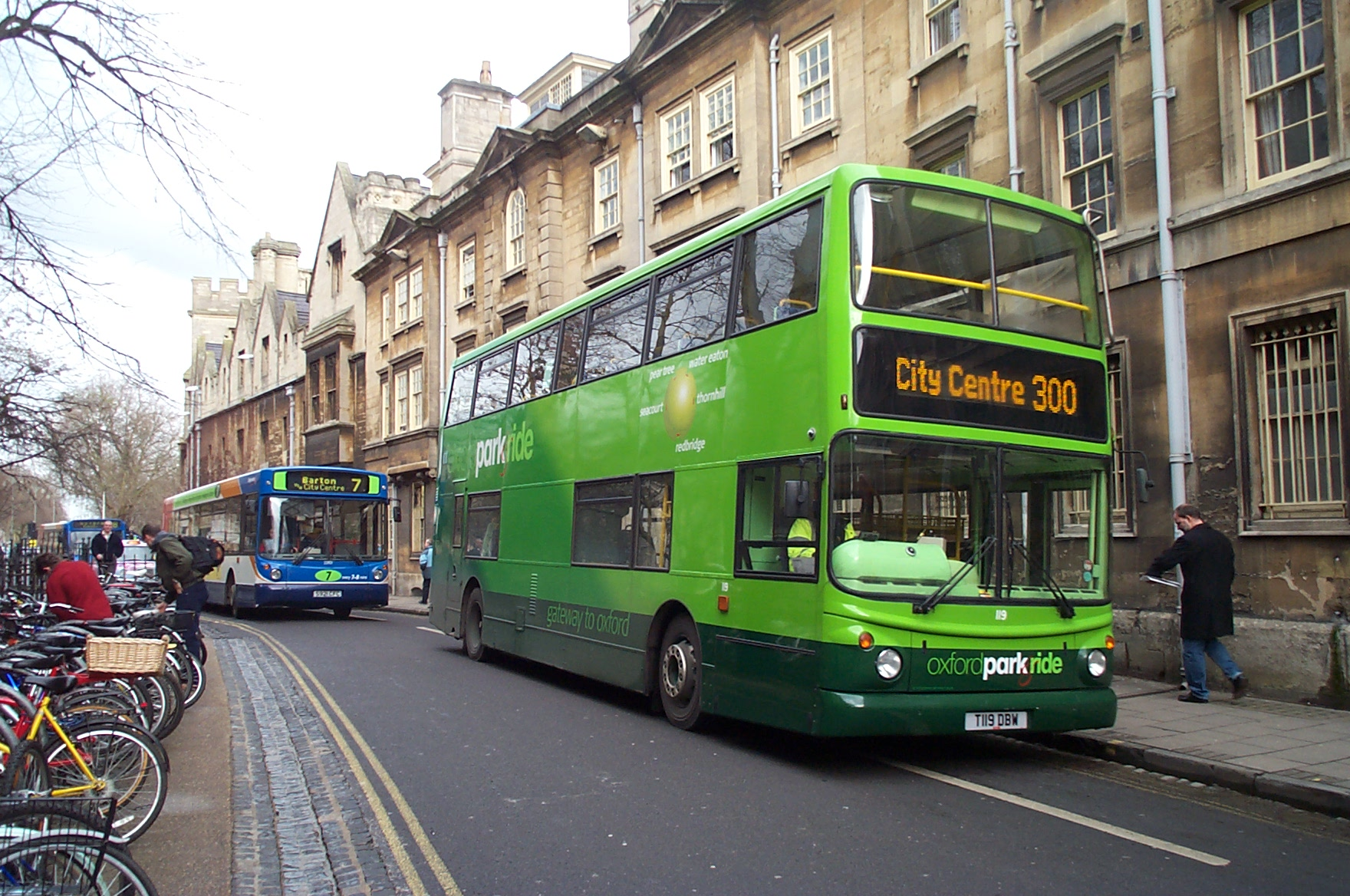
Park and Bike en Oxford (Gran Bretaña).

Se define como aparcamiento disuasorio a los estacionamientos para automóviles situados en la periferia de ciudades generalmente grandes, cuyo fin es alentar a los conductores a aparcar su vehículo privado y acceder al centro de las ciudades mediante el transporte público. Este tipo de aparcamientos suelen ubicarse próximos a estaciones de autobús o ferrocarril para facilitar el transbordo, constituyéndose en intercambiadores que fomentan la intermodalidad entre el transporte privado y el transporte colectivo. Por lo general suelen ser aparcamientos gratuitos.

## Variantes
En algunos casos poseen infraestructuras que facilitan el depósito de motocicletas y bicicletas. En otros el usuario también puede optar por dejar su coche en el estacionamiento disuasorio y tomar en ese punto un minibús cortesía de la empresa para la que trabaja o montar en el coche de otra persona compartiendo así el vehículo (en inglés, carpool). En este último caso se denominan en inglés Park and Pool.

## Beneficios
La creación de este tipo de sistemas están muy fomentados en las principales ciudades de la Unión Europea dentro de las políticas ligadas a la movilidad sostenible. Permiten dar solución a las dificultades y coste que suponen el acceso de los automovilistas al centro de las ciudades dado que evitan a los usuarios la tensión de conducir por zonas densamente congestionadas por el tráfico y enfrentarse al costo que supone, tanto monetario como de tiempo, la búsqueda de aparcamiento en estos espacios.

## Controversia
Algunos expertos señalan que estas áreas intermodales con grandes aparcamientos disminuyen la utilización del coche en el centro de las ciudades a costa de fomentar el uso en las periferias. Consideran que sería más factible destinar esos espacios, de por sí bien comunicados con el transporte público, a la dotación de servicios y comercios que no obliguen a los ciudadanos a desplazarse al centro de la ciudad.